# 도계공설운동장
도계공설운동장(道溪公設運動場, Dogye Public Stadium)은 대한민국 강원특별자치도 삼척시에 있는 스포츠 시설이다. 천연잔디 필드와 우레탄 트랙이 갖춰진 다목적 경기장이며, 1993년에 준공되었다.

## 참고 문헌
- 〈도계공설운동장〉. 《한국향토문화전자대전》. 한국학중앙연구원.[깨진 링크(과거 내용 찾기)]
- 《2019년 전국 공공체육시설 현황 (2018년말 기준)》. 대한민국 문화체육관광부. 2020.
- 《2023 전국 공공체육시설 현황 (2022년 12월말 기준)》. 대한민국 문화체육관광부. 2024.